# Fascination!
Fascination! è un extended play del gruppo synthpop britannico The Human League, pubblicato nel 1983.

## Tracce
1. (Keep Feeling) Fascination (Extended)
2. Mirror Man
3. Hard Times
4. I Love You Too Much
5. You Remind Me of Gold
6. (Keep Feeling) Fascination (Improvisation)